# Международный день архивов
Международный день архивов — учреждён по инициативе Международного совета архивов в 2005 году для повышения осведомленности о роли архивов и популяризации работы архивистов. Он отмечается ежегодно 9 июня.

## История
В связи с тем, что ряд стран отмечали свои собственные Национальные дни архивов, чтобы повысить осведомленность общественности и политиков о важности архивов, архивисты, собравшиеся на Международном конгрессе архивов в Вене (Австрия) в 2004 году, приняли резолюцию, призывающую Организацию Объединенных Наций учредить Международный день архивов.
На своей сессии 2005 года ЮНЕСКО провозгласила 27 октября Всемирным днем аудиовизуального наследия, уделив особое внимание аудиовизуальным архивам. Чтобы лучше понять все типы архивов, Международный совет архивов решил учредить свой Международный день архивов 9 июня, в честь даты основания ассоциации – 9 июня 1948 года. .

## Мероприятия
Каждый год 9 июня архивисты и архивные учреждения проводят ряд мероприятий, направленных на повышение осведомленности о своей профессии и наследии, которым они управляют: дни открытых дверей, дискуссионные форумы (в том числе в социальных сетях), обмен архивными изображениями или документами и т. д.